# Čtyři velké ženy a manikúra
Čtyři velké ženy a manikúra (v anglickém originále Four Great Women and a Manicure) jsou 20. díl 20. řady (celkem 440.) amerického animovaného seriálu Simpsonovi. Scénář napsala Valentina L. Garzaová a díl režíroval Raymond S. Persi. V USA měl premiéru dne 10. května 2009 na stanici Fox Broadcasting Company a v Česku byl poprvé vysílán 23. ledna 2010 na stanici ČT2. Je to mimo jiné jediný díl seriálu, ve kterém nevystupuje Bart Simpson, kterého je tak v tomto dílu vidět pouze v úvodním gaučovém gagu.

## Děj
Marge vezme Lízu do salonu na její první manikúru, což vyvolá debatu o tom, zda může být žena zároveň chytrá, mocná a krásná. 

### Královna Alžběta I.
V prvním příběhu Marge vypráví příběh královny Alžběty I. (Selma Bouvierová). 
Ruku královny Alžběty chtějí získat různí královští nápadníci, mezi nimiž je i vznětlivý španělský král Julio. Královna jeho návrhy odmítá a král Julio přísahá Anglii pomstu a povolává španělskou armádu. Mezitím se Walter Raleigh (Homer) zamiluje do dvorní dámy královny Alžběty (Marge). 
Když je Alžběta přistihne, jak se líbají, odsoudí je k popravě. V poslední chvíli je zachrání Vočko, který přiběhne a ohlásí příchod španělské armády. Homer vede anglickou námořní ofenzívu proti armádě a porazí ji tím, že omylem zapálí osamělou anglickou válečnou loď, která se pak rozšíří na celou španělskou flotilu. Královna Alžběta ho povýší na rytíře a pak prohlásí: „Nepotřebuji muže, protože mám Anglii.“. 

### Sněhurka
Ve druhé pohádce Líza vypráví příběh Sněhurky, přičemž sama hraje hlavní roli. 
V její verzi vystupují trpaslíci Brblal (Vočko), Klípal (Barney), Škrunda (Homer), Hamty (pan Burns), Lenny (Lenny), Kearney (Kearney) a doktor Dlaha (Julius Dlaha), protože modrovlasý právník Líze sdělí, že na Sněhurku a sedm trpaslíků má společnost Walt Disney Corporation autorská práva, což Lízu přiměje změnit postavy, aby se vyhnula žalobě. Když se zlá královna z kouzelné HD televize dozví, že Sněhurka je spravedlivější než ona, vyšle svého lovce (školník Willie), aby mladou dívku zavraždil. Willie se však nedokáže odhodlat k tomu, aby jí vyřízl srdce (nebo aby vyřízl prasečí srdce či vystřihl srdce z papíru), a Sněhurka uteče do lesa a hledá útočiště v chaloupce trpaslíků. Hlídá jim dům, zatímco oni pracují v dolech, ale zlá královna, převlečená za stařenu, Sněhurku fyzicky donutí sníst otrávené jablko. Sněhurka trpaslíkům uteče, aby ji vzápětí brutálně zlynčovala rozzuřená skupina lesních zvířat. V Lízině verzi Sněhurka nepotřebuje muže, aby ji probudil, ale je přivedena zpět k životu lékařkou.

### Lady Macbeth
Ve třetím příběhu Marge vypráví příběh o bezohledné ctižádosti, kterou ztělesňuje Lady Macbeth. 
Marge (parodující Lady Macbeth) je ze všeho frustrovaná. Nejenže musí čistit kostýmy, které nosí ostatní herci, ale je také kritizována režisérem, že to nedělá pořádně. K její frustraci přispívá i to, že Homer nemá ve springfieldské inscenaci Macbetha hlavní roli a místo toho hraje strom (což ho nadmíru těší, protože o konkurzy na hlavní role nemá zájem). Přesvědčí ho, aby zavraždil hlavního herce, Mela. Homer její příkaz splní a převezme roli Macbetha. Jeho výkon se však setkává s nepříznivým hodnocením ve srovnání se zkušenějšími herci, a dokonce i s těmi, kteří nemají žádné repliky. Po dalších recenzích představení Patty a Selma upozorní Marge, že s recenzemi souhlasí. Varují ji, že její bezohledné a prohnané ambice se jí jednou vymstí. S tím souhlasí i zkroušený Homer a marně se ji snaží přesvědčit, aby hlavní roli dostal někdo jiný a on se mohl vrátit ke své původní roli stromu. Rozzuřená Marge odmítne a nařídí ještě neochotnějšímu Homerovi, aby pokračoval ve svém vražedném řádění, dokud nezůstane jediným hercem. 
Při drhnutí krve z kostýmů se Marge rozčiluje nad tím, že Homer něco pokazil a udělal v kostýmech nepořádek. Navštíví ji rozzlobení duchové herců, které zavraždila. Snaží se svalit vinu na svého manžela, ale ti jí odmítají uvěřit. Mel Marge vynadá, že on i ostatní duchové věděli, že Homer se sám stal obětí jejích prohnaných plánů. Lenny souhlasí a zmíní, že měla poslechnout své sestry, když měla možnost. Doktor Dlaha řekne Marge, že její ambice zabít je, aby Homer mohl hrát hlavní roli, ji přivedly do úzkých. Nakonec, aby se jí za její činy pomstili, rozzlobení duchové Marge zabijí tak, že jí způsobí infarkt vyvolaný strachem. V její hlavě přednese Homer v prázdném divadle strhující monolog. V hledišti se objeví Margin duch a je jeho snahou nadmíru potěšen. Básní o tom, že Homer pro ni konečně podal skvělý výkon, a házením scénářů před sebe ho nabádá, aby vystupoval v dalších Shakespearových hrách. K Margině nelibosti se však Homer rozhodne jít snadnou cestou a zabije se, aby už nemusel chodit na konkurzy. Potěšený Homer jí ve své duchařské podobě vynadá, že dělat konkurzy na tyto hry by pro něj byla skutečná tragédie, a klidně může být líný. Frustrovaná Marge dostane tvrdou lekci, když si uvědomí, že musí strávit zbytek věčnosti s líným a šťastným Homerem. 

### Maggie Roarková
V závěrečném příběhu je Maggie vyobrazena jako Maggie Roarková, představující Howarda Roarka z knihy Ayn Randové Zdroj.
Maggiina architektonická genialita je potlačena despotickým učitelem v mateřské škole (Ellsworth Toohey), který podporuje pouze konformitu. Z kostek a jiných hraček postaví několik slavných památek (například Tádž Mahal v Indii a Ptačí hnízdo v čínském Pekingu), které Toohey (za zvuků Beethovenovy 9. symfonie, 2. věty) zničí a neschvaluje nadřazenost jejích výtvorů nad výtvory ostatních dětí. Během rodičovského dne ve školce Mediocri-Tots Maggie všechny oslní svým ztvárněním Empire State Building a skončí před soudem za to, že se vyjadřuje. Během soudního přelíčení se Maggie (s hlasem Jodie Fosterové) obhajuje tím, že kreativní lidé její doby nikdy neohrožovali svůj talent kvůli ostatním a nebude to dělat ani ona. O mnoho let později se Maggie ukazuje jako úspěšná architektka, která si otevře školku věnující se tomu, aby se děti mohly svobodně projevovat. 

### Konec
Zbytek příběhu je přerušen, když Marge zabrání Maggie namalovat na zeď nehtového studia obraz Vincenta van Gogha Hvězdná noc a vynadá jí, že „ušpinila“ zeď.

## Produkce a kulturní odkazy
Hlas Maggie Simpsonové namluvila Jodie Fosterová. Název dílu je odkazem na film Čtyři svatby a jeden pohřeb z roku 1994. Jedná se o jedinou epizodu v historii seriálu, ve které není vidět ani zmíněn Bart Simpson (nepočítáme-li úvodní znělku). Je to také druhá epizoda (po dílu Má máma Mona), která se poprvé vysílala na Den matek a pojednává o ženách nebo matkách.

## Přijetí
Tento díl sledovalo 5,16 milionu diváků. Byl to druhý nejsledovanější pořad večera v rámci bloku Animation Domination na stanici Fox, hned po Griffinových.
Steve Heisler z The A.V. Clubu ohodnotil epizodu známkou C−, když uvedl: „Dnešní klasicky laděný výlet se příliš nepovedl, počínaje příběhem jedné ze sester Bouvierových jako královny Alžběty – epizodní část, jež trvala něco málo přes čtyři minuty, což je příliš krátká doba na to, aby se v ní odehrálo něco trvalého nebo zábavného. Nejdelší úsek přišel ke konci, v podobě prodloužené parodie na Macbetha, v níž Homer zabil tunu lidí. Ale kromě občasné náhodné hlášky nebo dvou to bylo v podstatě nudné převyprávění příběhu, kde postavy ze Simpsonových nahradily ty shakespearovské. Takže otázka asi zní: Jak moc potěší, když známí žlutí lidé přehrávají části románu Ayn Randové The Fountainhead? Vzhledem k tomu, že se seriál v poslední době potácí v nejistotě, asi ne dost.“.
Server Screen Rant zařadil epizodu na 17. nejhorší příčku a poznamenal, že „není nijak výjimečná ani zapamatovatelná, protože nedělá nic jiného, než že opakuje příběhy ze skutečné historie, jako je Selma jako královna Alžběta I. a Líza jako Sněhurka“.
Robert Canning z IGN udělil dílu hodnocení 6,2 z 10 a uvedl: „Čtyři příběhy místo tří, ale za zhlédnutí stál opravdu jen jeden – Sněhurka.“.
Patrick D. Gaertner ze serveru Puzzled Pagan napsal: „Většina těchto triptychů byla v poslední době dost drsná. Jsou čím dál podivnější a napínají téma, jak jen to jde, a přitom jen vkládají nevýrazné pasáže, které nemají takovou váhu ani řemeslnou kvalitu jako Speciální čarodějnické díly. A tento díl se v podstatě nijak neliší. Myslím, že nápad vyprávět příběhy silných žen je dobrý nápad, ale oni se tohoto tématu sotva drží. Vyprávění příběhu Alžběty I. je skvělé, ale rychle se z toho stane jenom to, že Homer zachraňuje situaci. Sněhurka je stejně divná výzva, ale zvlášť když se drží jen příběhu o tom, jak Sněhurka utíká před svými problémy a je překonána. Člověk by si myslel, že to změní a nechají ji dostat to nejlepší z čarodějnice nebo tak něco. A fakt nevím, co je na tom s tou Lady Macbeth, protože to je v podstatě celé o tom, jak Homera otravuje Marge, a ona tam skoro není! Myslím, že část, která nejlépe využívá téma, je ta s Maggie, ale ta je taková zkrácená a divná. Líbí se mi, že si rýpne do toho, jak je Ayn Randová hloupá a že lidé, kteří věří v objektivismus, jsou blbí, ale jinak tam toho moc nebylo. Je to prostě divná epizoda, která jako by nechápala, co je jejím tématem, a pak tam nacpala hromadu nevýrazných a uspěchaných částí. Takže stručně řečeno, je to triptych epizod z této éry.“.